# Bedawiyet jezik
Bedawiyet jezik (bedža; beja, bedauye, bedawi, bedawiye, bedja, tu-bedawie; ISO 639-3: bej) jezik naroda Bedža kojim govori oko 1 186 000 ljudi u Sudanu, Egiptu i Eritreji, od čega 951 000 u Sudanu (1982 SIL) i 158 000 u Eritreji (2006). 
Etnički Bedže naseljeni su uz obale Crvenog mora. Govore nekoliko dijalekata, svako pleme vlastitim dijalektom. Njihovi dijalekti hadareb (hadaareb), bisharin (bisarin, bisariab), hadendoa (hadendowa), beni-amer ili beni-amir, ababda i amara, plemenski su nazivi. Dijelom su jezično arabizirani. 
Bedža pripada sjevernokušitskim jezicima afrazijske porodice. U upotrebi su i sudanski arapski [apd] ili tigré [tig]. Pismo: arapsko.

## Glasovi
26: b tD dD t. d. k g kW gW dZ f sD S m nD w "rr "l j ? h i "e a "o u

## Vanjske poveznice
- Ethnologue (14th)
- Ethnologue (15th)